# Kate Lyn Sheil
Kate Lyn Sheil (nascuda el 13 de juny de 1985) és una actriu estatunidenca. Ha tingut papers a pel·lícules independents com Tu ets el següent, V/H/S, The Color Wheel, The Sacrament, i House of Cards.

## Primers anys
Sheil va néixer i es va criar a Jersey City, Nova Jersey. Va estudiar a la Tisch School of the Arts de la Universitat de Nova York, es va graduar el 2006 amb un B.F.A. en l'actuació. També va estudiar interpretació al Institut Lee Strasberg de Teatre i Cinema.

## Carrera
El 2016, després de l'estrena de la seva pel·lícula Kate Plays Christine al Festival de Cinema de Sundance, Rolling Stone la va batejar com "la Meryl Streep de la comunitat cinematogràfica de micro-pressupost".
El 2020, Sheil va protagonitzar She Dies Tomorrow dirigida per Amy Seimetz, que inicialment s'havia d'estrenar a South by Southwest el març de 2020; tanmateix, el festival va ser abandonat a causa de la pandèmia de COVID-19. La pel·lícula va ser estrenada per Neon a través de vídeo a la carta el 7 d'agost de 2020.
El 2023, Sheil va protagonitzar The Seeding dirigida per Barnaby Clay, que fou estrenada al Festival de Cinema de Tribeca el juny de 2023. Pel seu paper va rebre el premi a la millor actriu al LVI Festival Internacional de Cinema Fantàstic de Catalunya.

## Vida personal
Sheil està casada amb el còmic Kyle Mooney des del 2021.
Quan va ser entrevistat per al butlletí Perfectly Imperfect de Substack el desembre de 2023, Mooney va revelar que ell i Sheil havien donat la benvinguda a una filla.

## Filmografia

### Cinema
| Any  | Títol                                                      | Paper                   | Notes                       |
| ---- | ---------------------------------------------------------- | ----------------------- | --------------------------- |
| 2007 | Aliens                                                     | Lisa                    | Curtmetratge                |
| 2009 | Knife Point                                                | Anna                    | Curtmetratge                |
| 2009 | Impolex                                                    | Katie                   |                             |
| 2010 | Gabi on the Roof in July                                   | Dory                    |                             |
| 2010 | SkyDiver (Instructional Video #4: Preparation for Mission) | Kate Lyn Sheil          |                             |
| 2011 | The Zone                                                   | Kate                    |                             |
| 2011 | Happy Life                                                 | Leslie                  |                             |
| 2011 | Silver Bullets                                             | Claire                  |                             |
| 2011 | Green                                                      | Genevieve               |                             |
| 2011 | The Color Wheel                                            | Julia                   |                             |
| 2011 | Tu ets el següent                                          | Talia                   |                             |
| 2011 | Cat Scratch Fever                                          | Mary Ellen              |                             |
| 2011 | Catching Up at Rock Bottom                                 | Sara                    | Curtmetratge                |
| 2012 | The Comedy                                                 | Cambrera                |                             |
| 2012 | V/H/S                                                      | Girl                    | Segment: "Second Honeymoon" |
| 2012 | Sun Don't Shine                                            | Crystal                 |                             |
| 2012 | Somebody Up There Likes Me                                 | Ex-Wife                 |                             |
| 2012 | The Unspeakable Act                                        | Madeleine               |                             |
| 2012 | First Winter                                               | Kate                    |                             |
| 2013 | Pollywogs                                                  | Sarah                   |                             |
| 2013 | Hellaware                                                  | Lexie                   |                             |
| 2013 | The Apocalypse                                             | Kate                    | Curtmetratge                |
| 2013 | The Sacrament                                              | Sarah                   |                             |
| 2014 | Listen Up Philip                                           | Nancy                   |                             |
| 2014 | Empire Builder                                             | Jenny                   |                             |
| 2014 | The Heart Machine                                          | Virginia                |                             |
| 2014 | Super Sleuths                                              | Sally Blue Frankenfrass | Curtmetratge                |
| 2014 | Young Bodies Heal Quickly                                  | Sister                  |                             |
| 2014 | Helberger in Paradise                                      | Nora                    | Curtmetratge                |
| 2014 | Thanksgiving                                               | Kate                    |                             |
| 2014 | The Hardest Word                                           | Hannah                  | Curtmetratge                |
| 2015 | Queen of Earth                                             | Michelle                |                             |
| 2015 | Kiss Kiss Fingerbang                                       | Alison                  | Curtmetratge                |
| 2015 | A Wonderful Cloud                                          | Katelyn                 |                             |
| 2015 | Tears of God                                               | Ida                     |                             |
| 2015 | Equals                                                     | Kate                    |                             |
| 2015 | Men Go To Battle                                           | Josephine Small         |                             |
| 2015 | Octopus                                                    | Olivia                  | Curtmetratge                |
| 2016 | Kate Plays Christine                                       | Self                    | Documentary                 |
| 2016 | Buster's Mal Heart                                         | Marty                   |                             |
| 2016 | Children                                                   | Heidi                   | Curtmetratge                |
| 2017 | Golden Exits                                               | Patient                 |                             |
| 2017 | Brigsby Bear                                               | Nina and Arielle Smiles |                             |
| 2017 | Thank You for Your Service                                 | Bell                    |                             |
| 2017 | Radio Mary                                                 | Mary                    |                             |
| 2018 | Mountain Rest                                              | Frankie                 |                             |
| 2019 | The Sound of Silence                                       | Nancy                   |                             |
| 2019 | Lost Holiday                                               | Margaret                |                             |
| 2019 | White Echo                                                 | Carla                   | Curtmetratge                |
| 2020 | She Dies Tomorrow                                          | Amy                     |                             |
| 2021 | Kendra and Beth                                            | Beth                    |                             |
| 2023 | The Seeding                                                | Alina                   |                             |
| 2023 | Jamojaya                                                   |                         |                             |

### Televisió
| Any             | Títol                     | Paper                        | Notes                     |
| --------------- | ------------------------- | ---------------------------- | ------------------------- |
| 2012            | American Experience       | Harriet Beecher Stowe        | Sèrie documental          |
| 2013            | The Traditions            | Michaela                     | Sèrie de televisió        |
| 2014–2015, 2017 | House of Cards            | Lisa Williams                | Paper recurrent           |
| 2016            | The Girlfriend Experience | Avery Suhr                   | 3 episodis                |
| 2016–2017       | Outcast                   | Allison Barnes               | 11 episodis               |
| 2017–2019       | Easy                      | Companya d'habitació d'Annie | 2 episodis                |
| 2018–2019       | High Maintenance          | Jules                        | 4 episodis                |
| 2019–2021       | City on a Hill            | Tara Sheehan                 | 2 episodis                |
| 2023            | Swarm                     | Cricket                      | Episodi: "Running Scared" |